# Balonne Highway
De Balonne Highway is een weg in Queensland, Australië en ligt in het verlengde van de westelijke kant van de Moonie Highway. De weg loopt van het stadje St George naar Cunnamulla. De weg volgt het verloopt van de Balonne rivier en is hier ook naar genoemd. Tussen St George en Cunnamulla bevinden zich geen grote plaatsen.